# Luis Alberto Riart
Luis Alberto Riart (ur. 21 czerwca 1880 w Villa Florida, zm. 1 października 1953 w Asunción) – paragwajski polityk, prawnik, minister kilku resortów, m.in. skarbu, tymczasowy prezydent Paragwaju od 17 marca 1924 do 15 sierpnia 1924 oraz wiceprezydent od 15 sierpnia 1939 do 18 lutego 1940. Jako minister spraw zagranicznych (1934–1936) podpisał w 1935 protokół, który zakończył wojnę z Boliwią o Chaco. 